# Yokadouma
Yokadouma – miasto w Kamerunie, w Regionie Wschodnim, stolica departamentu Boumba-et-Ngoko. Jest popularnym punktem wypadowym do zwiedzania lasów deszczowych. Liczy około 16,5 tys. mieszkańców.